# Nestor Jacono
Nestor Jacono (ur. 15 lutego 1925, zm. 4 maja 2014) – maltański lekkoatleta, działacz sportowy.
Wziął udział w igrzyskach olimpijskich w 1948, na których wystartował w biegu na 100 metrów. Odpadł jednak w eliminacjach, zajmując ostatnie piąte miejsce w swoim biegu kwalifikacyjnym (uzyskał czas około 11,3 s). Był jedynym reprezentantem Malty na tych igrzyskach (nie był jednak chorążym podczas ceremonii otwarcia).
Ukończył St. Edward’s College na Malcie. Wielokrotnie zdobywał tytuły mistrza Malty na dystansach sprinterskich. Po zakończeniu kariery założył Pegasus Club, w którym trenował dzieci. Pracował też w kilku instytucjach sportowych na czele z Maltańskim Komitetem Olimpijskim, którego był sekretarzem. W 2005 roku Jacono został wprowadzony do galerii sław Maltańskiego Komitetu Olimpijskiego. Zmarł w 2014 roku, jego pogrzeb odbył się w Sliemie.